# العلاقات الباكستانية الجيبوتية
العلاقات الباكستانية الجيبوتية هي العلاقات الثنائية التي تجمع بين باكستان وجيبوتي.

## مقارنة بين البلدين
هذه مقارنة عامة ومرجعية للدولتين:
| وجه المقارنة                                              | باكستان                     | جيبوتي                    |
| --------------------------------------------------------- | --------------------------- | ------------------------- |
| المساحة (كم2)                                             | 881.91 ألف                  | 23.20 ألف                 |
| عدد السكان (نسمة)                                         | 197.02 مليون                | 956.99 ألف                |
| الكثافة السكانية (ن./كم²)                                 | 223.4                       | 41.25                     |
| العاصمة                                                   | إسلام آباد                  | جيبوتي                    |
| اللغة الرسمية                                             | لغة إنجليزية، اللغة الأردية | لغة فرنسية، اللغة العربية |
| العملة                                                    | روبية باكستانية             | فرنك جيبوتي               |
| الناتج المحلي الإجمالي (بليون دولار)                      | 304.95 مليار                | 1.84 مليار                |
| الناتج المحلي الإجمالي (تعادل القوة الشرائية) بليون دولار | 946.67 مليار                | 3.10 مليار                |
| الناتج المحلي الإجمالي الاسمي للفرد دولار أمريكي          | 1.43 ألف                    | 1.95 ألف                  |
| الناتج المحلي الإجمالي للفرد دولار أمريكي                 | 4.81 ألف                    | 3.27 ألف                  |
| مؤشر التنمية البشرية                                      | 0.538                       | 0.470                     |
| رمز المكالمات الدولي                                      | +92                         | +253                      |
| رمز الإنترنت                                              | .pk                         | .dj                       |
| المنطقة الزمنية                                           | ت ع م+05:00                 | ت ع م+03:00               |

## منظمات دولية مشتركة
يشترك البلدان في عضوية مجموعة من المنظمات الدولية، منها:
| علم المنظمة | اسم المنظمة                                                | تاريخ انضمام باكستان | تاريخ انضمام جيبوتي |
| ----------- | ---------------------------------------------------------- | -------------------- | ------------------- |
|             | وكالة ضمان الاستثمار متعدد الأطراف                         | 12 أبريل 1988        | 12 يناير 2007       |
|             | منظمة التعاون الإسلامي                                     | ?                    | ?                   |
|             | منظمة الشرطة الجنائية الدولية                              | ?                    | ?                   |
|             | منظمة حظر الأسلحة الكيميائية                               | ?                    | ?                   |
|             | منظمة التجارة العالمية                                     | ?                    | ?                   |
|             | البنك الدولي للإنشاء والتعمير                              | 11 يوليو 1950        | 1 أكتوبر 1980       |
|             | الأمم المتحدة                                              | 30 سبتمبر 1947       | 20 سبتمبر 1977      |
|             | العملية المشتركة للاتحاد الأفريقي والأمم المتحدة في دارفور | ?                    | ?                   |
|             | مؤسسة التمويل الدولية                                      | 20 يوليو 1956        | 1 أكتوبر 1980       |
|             | يونسكو                                                     | 14 سبتمبر 1949       | 31 أغسطس 1989       |
|             | الاتحاد البريدي العالمي                                    | ?                    | ?                   |
|             | الاتحاد الدولي للاتصالات                                   | 26 أغسطس 1947        | 22 نوفمبر 1977      |

## وصلات خارجية
- موقع وزارة الخارجية الباكستانية